# Aratinga nenday
La cotorra ñanday (Aratinga nenday), también conocida como loro de cabeza negra o aratinga ñanday, es una especie de ave psitaciforme sudamericana de la familia de los psitácidos que habita en zonas de Argentina, Paraguay, Bolivia y Brasil.

## Descripción
La cotorra nanday mide de 27 a 30 cm de largo, pesa 140 g y es principalmente de color verde. Su característica más distintiva, por la que recibe su nombre, es su máscara facial y pico negros. También muestra plumas de vuelo negras y arrastradas en sus alas y tiene una cola larga bordeada al final en azul. La parte superior del pecho es de color verde azulado y la parte inferior del pecho es de un verde más pálido. Las plumas que cubren los muslos son rojas.

## Distribución
La especie es originaria de América del Sur desde el sureste de Bolivia hasta el suroeste de Brasil, el centro de Paraguay y el norte de Argentina, en la región conocida como Pantanal. Algunas mascotas fueron liberadas y han establecido poblaciones autosuficientes en los Estados Unidos.

## Alimentación
La cotorra ñanday se alimenta de semillas, frutas, nueces de palmera, bayas , flores y capullos. Los pericos silvestres utilizan principalmente los matorrales y los claros de los bosques alrededor de los asentamientos. Frecuentan sabanas abiertas, pastizales y corrales en América del Sur, donde se consideran plagas en algunas áreas.

## Reproducción
Las cotorras ñanday, al igual que muchos otros loros, anidan en cavidades naturales o huecos en los árboles. Las hembras ponen tres o cuatro huevos. Después de cuidar a sus crías, todas las cotorras forman dormideros comunales bastante grandes hasta la próxima temporada de reproducción.

## Amenazas y conservación
De acuerdo con la Lista Roja de la UICN, la cotorra ñanday está catalogada como especie bajo preocupación menor. Sin embargo, el tráfico ilícito de cotorras como mascotas y la destrucción de hábitat han hecho que sus poblaciones en la naturaleza decrezcan rápidamente.